# Lermontowo
Lermontowo – wieś w Armenii, w prowincji Lorri. W 2011 roku liczyła 912 mieszkańców.